# Mendoza (província)

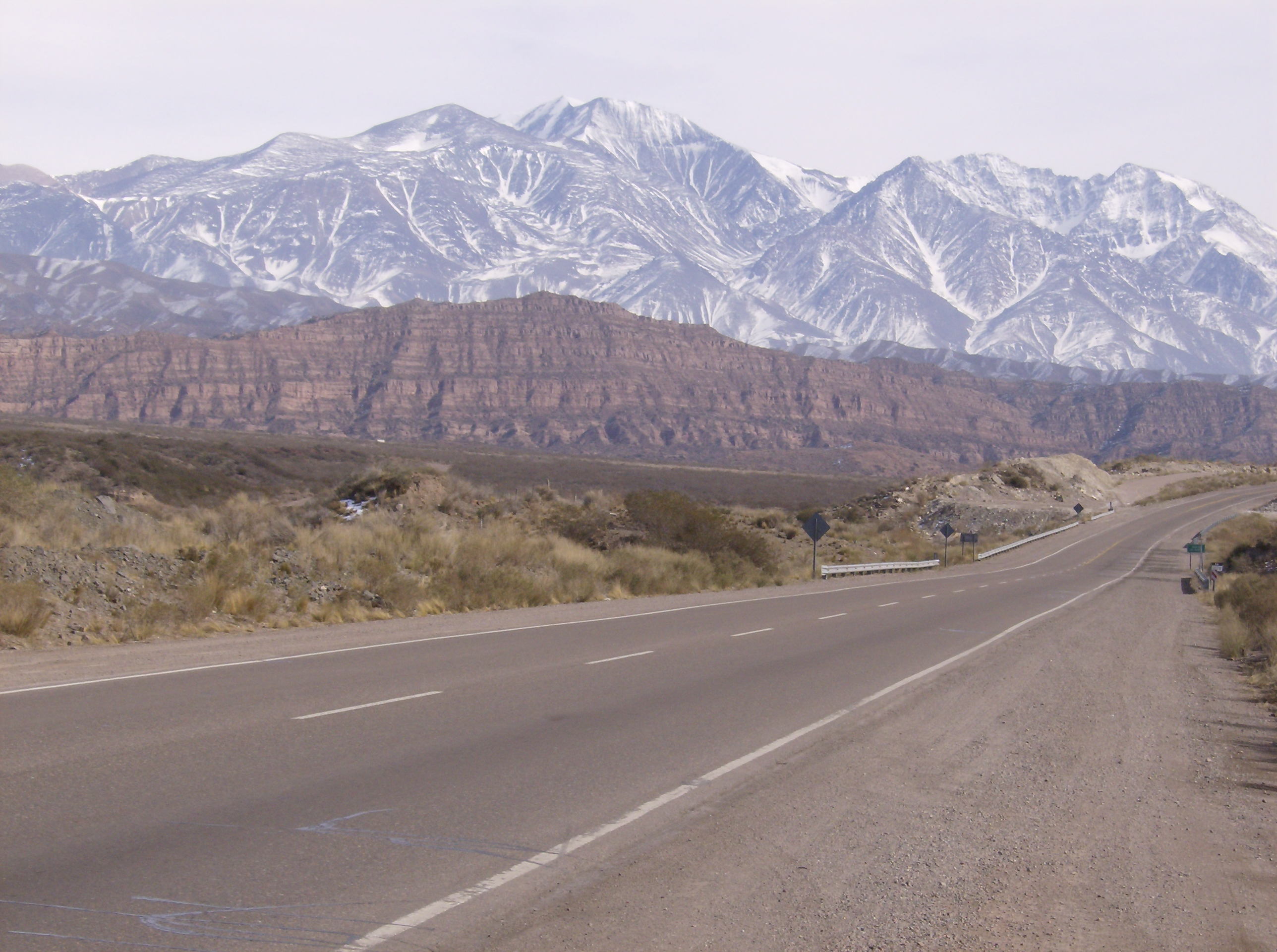
Estrada (Ruta Nacional 7) próxima a Uspallata, com os Andes ao fundo

Mendoza é uma província da Argentina, localizada no oeste do país. Sua capital é Mendoza, que também é capital da metrópole regional de Cuyo, junto à Cordilheira dos Andes.
A Grande Mendoza é uma aglomeração que compõe a capital e os departamentos de Lavalle, Maipú, Guaymallén, Luján de Cuyo e Godoy Cruz. Mendoza é o centro comercial de uma região regada pelos rios Mendoza e Tunuyán, os quais formam o oásis de produção frutífera e vinícola mais importante da Argentina. As tabernas e as envasilhadoras de frutas e hortaliças são as principais agroindústrias. Também se destacam suas indústrias de equipamentos e mecânicas. O impressionante monumento do Exército dos Andes está situado em um monte próximo. Abriga uma das maiores montanhas do mundo: o Aconcágua, com 6.959 m de altitude.

## Divisão administrativa
A província está dividida em 18 departamentos, que em Mendoza (diferentemente da maioria das províncias argentinas) equivalem aos municípios. Os departamentos, por sua vez, estão divididos em distritos, exceto a capital que se divide em seções. A Constituição provincial foi aprovada em 1916, e teve sua última reforma em 1985.
|                |                |            |           |
| Departamento   | Capital        | Área       | População |
| Capital        | Mendoza        | 54 km²     | 110.993   |
| General Alvear | General Alvear | 14.448 km² | 44.147    |
| Godoy Cruz     | Godoy Cruz     | 75 km²     | 182.977   |
| Guaymallén     | Villa Nueva    | 164 km²    | 251.339   |
| Junín          | Junín          | 263 km²    | 35.045    |
| La Paz         | La Paz         | 7.105 km²  | 9.560     |
| Las Heras      | Las Heras      | 8.955 km²  | 182.962   |
| Lavalle        | Villa Tulumaya | 10.212 km² | 32.129    |
| Luján de Cuyo  | Luján de Cuyo  | 4.847 km²  | 104.470   |
| Maipú          | Maipú          | 617 km²    | 153.600   |
| Malargüe       | Malargüe       | 41.317 km² | 23.020    |
| Rivadavia      | Rivadavia      | 2.141 km²  | 52.567    |
| San Carlos     | San Carlos     | 11.578 km² | 28.341    |
| San Martín     | San Martín     | 1.504 km²  | 108.448   |
| San Rafael     | San Rafael     | 31.235 km² | 173.571   |
| Santa Rosa     | Santa Rosa     | 8.510 km²  | 15.818    |
| Tunuyán        | Tunuyán        | 3.317 km²  | 42.125    |
| Tupungato      | Tupungato      | 2.485 km²  | 28.539    |